# Cobra cracheur rouge
Naja pallida
Pour les articles homonymes, voir Cobra cracheur.
Espèce
Synonymes
- Naja nigricollis var. pallida Boulenger, 1896

Naja pallida, le Cobra cracheur rouge, est une espèce de serpents de la famille des Elapidae.

## Répartition
Cette espèce se rencontre en Éthiopie, en Somalie, au Kenya et en Tanzanie.
Les populations autrefois attribuées à cette espèce qu'on rencontre en Égypte, au Soudan, au Tchad, au Niger et en Érythrée sont classées dans une nouvelle espèce depuis 2003 : Naja nubiae

## Habitat
Son habitat est constitué des prairies d'herbes et des zones subdésertiques.

## Description

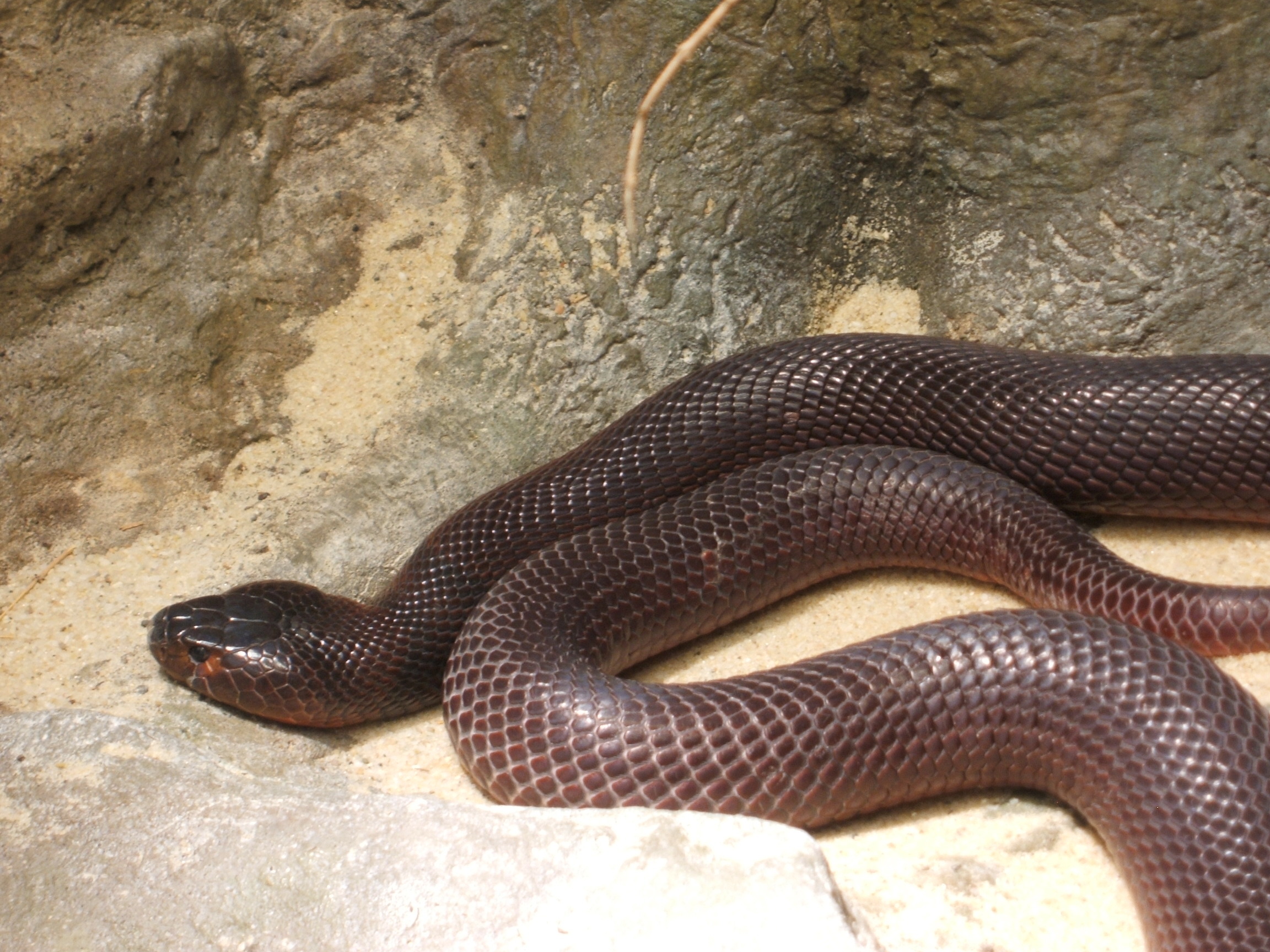
Naja pallida

Ce serpent est de couleur variable selon la provenance géographique, rouge brique dans la majorité des cas, ou rouge vif au Kenya principalement. Il présente un anneau noir au niveau du capuchon.
La partie la plus large de la tête est très en arrière des yeux. La tête se rétrécit en allant vers le museau, ce qui permet au serpent de bien voir devant lui. Il mesure environ 1 mètre.
Il se nourrit d'autres serpents, d'oiseaux et de petits mammifères.
La femelle pond environ 15 œufs.

## Venimosité
Comme tous les cobras, c'est un serpent très venimeux. Il a de plus la capacité de cracher son venin.
En 2011, le jet de venin d'un spécimen captif de cette espèce aurait été fatal à son propriétaire, à Grahamstown en Afrique du Sud[source insuffisante]. Ce cas, très probablement une déformation médiatique, serait exceptionnel, car les cobras cracheurs ne sont pas réputés pouvoir tuer par le crachat de venin, mais seulement par la morsure venimeuse, ce dont toutes les espèces de cobras cracheurs sont capables.

## Étymologie
Son nom spécifique vient du latin pallidus, qui signifie pâle ou jaunâtre.

## Publication originale
- Boulenger, 1896 : Catalogue of the snakes in the British Museum. London, Taylor & Francis, vol. 3, p. 1-727 (texte intégral).